# John Alexander Ortiz
John Alexander Ortiz es un actor colombiano, reconocido principalmente por sus papeles de Nano en De pies a cabeza, Beto en Juego Limpio y de Mateo en Pandillas, Guerra y Paz.

## Carrera
La carrera como actor de Ortiz inició en el seriado juvenil De pies a cabeza, donde interpretó el papel de Hernando "Nano" Chacón, oportunidad que obtuvo gracias a su talento para el fútbol. Permaneció en el elenco regular de la serie hasta su finalización. En 1999 integró el reparto de la serie Pandillas, guerra y paz interpretando el papel de Mateo, un joven envuelto en problemas de violencia y drogadicción. El 26 de marzo del año 2000 el actor fue víctima de un atentado que le dejó en silla de ruedas. Mientras se encontraba en una fiesta, un joven de 16 años le disparó en repetidas ocasiones, ocasionándole serias lesiones en su médula espinal. Ortiz, reducido a una silla de ruedas, continuó realizando su papel de Mateo en Pandillas. En 2005 finalizó integró el elenco del seriado Juego limpio en el papel de Carlos Alberto Pérez ''Beto''. Tres años después figuró en la serie Sin senos no hay paraíso interpretando a Don Liebre. Retomó su papel como Mateo en la segunda temporada de Pandillas, guerra y paz, emitida en el año 2009. Tras una larga recuperación, el actor pudo abandonar su silla de ruedas y caminar nuevamente.

## Filmografía

### Televisión
- 1993-1997 - De pies a cabeza
- 1999-2004 - Pandillas, guerra y paz
- 2005-2006 - Juego limpio
- 2008-2009 - Sin senos no hay paraíso
- 2009-2010 - Pandillas, guerra y paz-II